# Физический факультет Томского государственного университета
Физи́ческий факульте́т является структурным подразделением ТГУ, один из старейших факультетов первого на азиатской территории России классического университета. Подготовка специалистов - физиков в Томском университете началась в 1917 г., когда был открыт физико-математический факультет, ставший родоначальником факультетов не только физического и математического профиля, но и естественнонаучных. В 1948 г. физмат был разделен на физический и механико-математический факультеты.

## История
Физический факультет Томского государственного университета был образован в 1948 году в результате разделения физико-математического факультета на физический и механико-математический. Подготовка специалистов-физиков в Томском университете началась в 1917 г., когда, по решению Временного правительства, к двум существующим факультетам, медицинскому и юридическому, добавились два новых: физико-математический и историко-филологический. Первый выпуск физмата состоялся в 1921 г. А кафедра физики с физической географией и метеорологией существует с момента начала учебных занятий в Императорском Томском университете — с 1888 г. Ее первым заведующим был Николай Александрович Гезехус, первый ректор Томского университета.

## Структура факультета
В настоящее время в структуре Физического факультета 8 кафедр, в составе которых 17 лабораторий.
В Томске сложился научно-образовательный комплекс по физике, в который вместе с ФФ входят СФТИ и большинство академических институтов ТНЦ СО РАН, силами которого проводятся совместные фундаментальные исследования, решаются прикладные задачи, ведется подготовка специалистов. В 2007 году в ТГУ был создан научно-образовательный центр по нанотехнологиям «Нанокластер», структурными элементами которого стали созданные ранее научно-образовательный центр «Физика и химия высокоэнергетических систем» и Томский материаловедческий центр коллективного пользования, в работе которых принимают участие практически все кафедры ФФ.
На физическом факультете работают:
- 46 профессоров, докторов наук
- 53 доцента и кандидата наук
- Многие преподаватели одновременно являются и сотрудниками академических институтов

Среди преподавателей ФФ:
- 1 академик РАН (Панин В. Е.),
- 2 член-корр. РАН (Творогов С. Д., Асеев А. Л.)
- 3 Заслуженных деятеля науки РФ,
- 1 Заслуженный изобретатель РФ,
- 4 действительных члена РАЕН,
- 5 членов-корреспондентов РАЕН,
- 3 действительных члена МАН ВШ,
- 2 члена-корреспондента СО АН ВШ,
- 7 лауреатов государственных премий,
- 16 Почётных работников высшего профессионального образования.

На Физическом факультете ТГУ в Томске обучается около 400 студентов. Факультет одним из первых ввел многоуровневую подготовку (бакалавр — специалист — магистр) студентов. Аспирантура ФФ одна из самых больших в ТГУ.

## Кафедры
- Кафедра физики металлов

Кафедра физики металлов организована в 1939 г. и уже более 70 лет успешно функционирует на физическом факультете.
Основатели кафедры и связанной с ней научной школы — академик РАН В.Д. Кузнецов и профессор М.А. Большанина. Они были одними из первых ученых — физиков, кто осознал, что решение проблемы создания новых конструкционных и функциональных материалов с заданными свойствами, невозможно в рамках классического материаловедения и требует всего арсенала методов теоретической физики, экспериментальной техники и физической интуиции.
Отсутствие экспериментальной техники, физических представлений об атомных механизмах, определяющих их поведение в механических полях, обусловили (вплоть до середины 50-х годов прошедшего века) чисто феноменологические подходы к проблемам прочности твёрдого тела.
Плодотворный этап исследований для научного направления, развиваемого в Томском государственном университете с конца 1950-х годов, связан с развитием теории дислокаций. Широкое использование физических моделей пластичности и прочности, основанных на теории дислокаций и других структурных дефектов кристаллической решетки, позволило на мировом уровне выполнить циклы исследований по вопросам пластичности и прочности однофазных и гетерофазных сплавов.
В 1957 году В.Д. Кузнецова сменил на посту заведующего кафедрой его ученик профессор Константин Владимирович Савицкий. Он руководил кафедрой до 1969 года.
С 1969 года по 2002 год кафедрой заведовал профессор Александр Дмитриевич Коротаев.
С 2002 года по 2005 год кафедрой заведовал профессор Юрий Романович Колобов.
В настоящее время кафедрой заведует профессор Александр Николаевич Тюменцев.
- Кафедра физики полупроводников

Кафедра физики полупроводников открыта на Физическом факультете Томского государственного университета (ТГУ) в 1991 году. Кафедра готовит специалистов (теоретиков и экспериментаторов) по актуальным направлениям современной физики полупроводников.
Развитие физики и техники полупроводников в Томске связано с именем профессора ТГУ Виктора Алексеевича Преснова. По его инициативе в 1950-е годы, когда в мире создавалась полупроводниковая электроника, аналогичные работы были начаты в Томске. Были организованы Лаборатория полупроводников в СФТИ при ТГУ (1954), а затем НИИ полупроводниковых приборов (НИИПП) Министерства электронной промышленности СССР (1964), начата подготовка специалистов по электронике, химии и теории полупроводников в ТГУ (на радиофизическом, химическом и физическом факультетах соответственно). Таким образом, Томск оказался первым сибирским городом, где начала развиваться современная физика полупроводников и ее приложение к технике.
За прошедшие годы появились новые тенденции в физике и технологии полупроводников. Они связаны с уменьшением размеров элементов интегральных схем до нанометровых, с новыми областями использования полупроводников (медицина, экология, космическая связь), с принципиально новыми способами формирования материалов путем присоединения одиночных атомов, моноатомных слоев и встраивания полиатомных кластеров в объем полупроводника. Новый подход требует теоретического осмысления, создания моделей, понимания физики процессов в таких структурах и разработки новых технологий, в том числе и таких экзотических, как использование космического вакуума для создания материалов. Естественно, что решение таких задач требует подготовки специалистов нового уровня, имеющих широкий научный кругозор, глубокие знания в смежных областях науки и техники, серьезную теоретическую подготовку, свободно владеющих компьютерными методами для теоретических расчётов и моделировании эксперимента. Необходимую базовую подготовку в этом направлении обеспечивает Физический факультет ТГУ . В 1983 году на факультете в рамках Кафедры физики твёрдого тела была организована специализация по физике полупроводников, которая в 1991 году выделилась в самостоятельную кафедру физики полупроводников.
- Кафедра оптики и спектроскопии

Кафедра оптики и спектроскопии была открыта в составе Физико-математического факультета ТГУ в 1939 году. Возглавила кафедру и руководила ею до 1949 года профессор, доктор физико-математических наук Вера Михайловна Кудрявцева. С осени 1949 года, после отъезда В.М. Кудрявцевой из Томска, заведующей кафедрой стала профессор-доктор Наталия Александровна Прилежаева. С 1969 года кафедрой заведовала доцент Тамара Николаевна Попова, с 1983 по 2003 годы заведующим кафедрой являлся профессор, доктор физико-математических наук, Заслуженный деятель науки РФ Юрий Семёнович Макушкин. C 2003 по 2008 годы кафедру возглавлял ректор ТГУ, профессор, доктор физико-математических наук Георгий Владимирович Майер. В 2008 году заведующим кафедрой был избран доктор физико-математических наук Виктор Николаевич Черепанов.
В настоящее время основные направления научно-исследовательской работы кафедры: физика внутри- и межмолекулярных взаимодействий в газах, колебательно-вращательная спектроскопия высокого разрешения многоатомных молекул, фотопроцессы в многоатомных молекулах и физика лазеров на органических красителях, теоретическая оптика, физика лазеров на атомарных, ионных и молекулярных газовых средах, спектроскопия неравновесной плазмы, оптические приборы и устройства, спектроскопическая диагностика в медицине и криминалистике. При кафедре работают лаборатория прикладной спектроскопии и спектрохимии и лаборатория лазерной физики и кристаллофизики. Также существует молодёжный лазерный центр.
Сегодня Кафедра оптики и спектроскопии осуществляет подготовку дипломированных специалистов, магистров. Ежегодно число выпускников кафедры составляет около 12 человек. Кафедра обеспечивает подготовку аспирантов (в среднем 10 человек) и докторантов (в среднем 7 человек). Научно-исследовательская деятельность кафедры и подготовка специалистов (курсовые, дипломные работы) осуществляется совместно с такими базовыми научными институтами как Институт оптики атмосферы СО РАН, Институт сильноточной электроники СО РАН, Институт мониторинга климатических и экологических систем СО РАН и Сибирский физико-технический институт имени В.Д. Кузнецов при ТГУ.
- Кафедры теоретической физики и квантовой теории поля

В 1931 году состоялся первый выпуск теоретиков Физико-механического факультета ТГУ (так некоторое время назывался наш физмат) — это были А.А. Соколов и А.А. Воробьёв. Оба они сразу же поступили в аспирантуру к П.С. Тартаковскому и в 1935 году оба защитили одними из первых в Томске кандидатские диссертации согласно новому положению только что возникшего ВАК СССР. Самому П.С. Тартаковкому учёная степень доктора изико-математических наук в этом же году была присуждена ВАКом без защиты диссертации. А.А. Соколов впоследствии стал одним из крупнейших физиков-теоретиков нашей страны и многие годы был заведующим кафедрой теоретической физики в Московском государственном университете. А.А. Воробьёв уже в аспирантуре переключился в основном на экспериментальные исследования; необычайная широта его научных интересов, изумительная интуиция и совершенно уникальный организаторский талант позволили ему, занимая в течение 26 лет (1944—1970) пост ректора Томского политехнического института, сделать ТПИ одним из ведущих вузов нашей страны.
Научная тематика теоретиков Томска в первой половине 1930-х годов — это квантовая механика. Помимо теории внутреннего фотоэффекта проводились исследования в области квантовой теории кристаллов и квантовой теории рассеяния электронов в веществе.
- Кафедра физики плазмы

Кафедра физики плазмы была открыта в 1984 году. Её основателем и первым заведующим стал известный учёный и организатор науки, ныне академик РАН Геннадий Андреевич Месяц, который был в то время директором Института сильноточной электроники ТНЦ СО АН СССР. С тех пор история кафедры неотделима от истории этого института.
ИСЭ СО РАН официально является базовой научной организацией Кафедры физики плазмы Томского государственного университета. Ведущие сотрудники института, доктора и кандидаты наук, читают лекции, руководят лабораторными, курсовыми и дипломными работами. Студенты, специализирующиеся на кафедре начиная с 3-го курса, учатся и ведут исследовательскую работу в лабораториях академического института.
Кроме теоретических курсов по физике плазмы, электроразрядным явлениям, физической электронике, плазменным и пучковым технологиям студенты кафедры имеют возможность заниматься математическим моделированием и освоением информационных технологий в компьютерном классе. Класс, оснащенный современным оборудованием, создан специально для учебной и исследовательской работы студентов.
- Кафедра общей и экспериментальной физики

Кафедра общей и экспериментальной физики ТГУ по своему назначению является общеуниверситетской и осуществляет фундаментальную подготовку студентов в области физических наук. Заведующий кафедрой профессор Владимир Петрович Дёмкин. В настоящее время на кафедре работают 46 сотрудников: 30 преподавателей, профессоров и доцентов и 16 — инженеров, лаборантов и техников.
Кафедра имеет учебные лаборатории по основным разделам общей физики, где студенты проходят лабораторный практикум. В составе кафедры физический кабинет, компьютерный класс. Кафедра осуществляет преподавание курса общей физики на 11 факультетах университета: физическом, физико-техническом, радиофизическом, механико-математическом, геолого-географическом, химическом, биолого-почвенном, философском, факультете информатики, международном факультете сельского хозяйства, факультете прикладной математики и кибернетики.
Наряду с фундаментальной подготовкой на физическом факультете Кафедра общей и экспериментальной физики готовит специалистов по двум специализациям: «Информационные технологии в образовании и научной деятельности» и «Преподавание физики в вузе». Эти специализации связаны с перспективными направлениями развития информатизации общества, внедрением информационных технологий в образование и науку.
Студенты, специализирующиеся на кафедре, слушают курсы по современным методам и технологиям в образовании, получают практические навыки в работе на современном компьютерном оборудовании. Выпускники кафедры имеют запас знаний и практический опыт для применения их в различных областях человеческой деятельности: наука, образование, бизнес.
В 2004 году сотрудники кафедры участвовали в выполнении крупных проектов по федеральной целевой программе «Интеграция», «Развитие единой образовательной информационной среды», НТП «Создание системы открытого образования».
- Кафедра астрономии и космической геодезии

Кафедра астрономии и космической геодезии открыта на физическом факультете Томского государственного университета (ТГУ) в 2001 году вместе с переводом набора и подготовки специалистов по специальности «Астрономия» с Механико-математического факультета на Физический факультет. Кафедра готовит специалистов по актуальным направлениям современной астрономии, с также инженеров, владеющих информационными технологиями в области геодезии и картографии.
Развитие астрономии и геодезии в Томске связано с именем профессора ТГУ Николая Никоноровича Горячева. По его инициативе в 1920-е годы, в Томском университете на Физико-математическом факультете была открыта Кафедра астрономии и геодезии и начата подготовка специалистов в области астрономии. Под руководством профессора Н.Н. Горячева были начаты исследования по динамике малых тел Солнечной системы, которые продолжаются астрономами Томского государственного университета и сегодня.
В 1970—1980 годы в НИИ прикладной математики и механики при Томском государственном университете была создана научная школа по численным методам динамики малых тел Солнечной системы под руководством профессора Татьяны Валентиновны Бордовицыной. В 1997 году на Кафедре теоретической физики группой профессора Владимира Александровича Бордовицына начаты исследования по физике пульсаров.
Отдел небесной механики и астрометрии НИИ ПММ при ТГУ является базовым для проведения научно-исследовательской работы сотрудниками, аспирантами и студентами кафедры.
Учитывая потребность региона в специалистах-инженерах, владеющих информационными технологиями в области геодезии и картографии, кафедра начала подготовку таких специалистов с 2002 года.
Штатный состав кафедры и ее базового отдела (4 профессора, доктора наук, 7 доцентов, кандидатов наук, 2 старших преподавателя, 1 инженер и два старших лаборанта) позволяет успешно решать как учебные, так и научные задачи. Кафедра обеспечивает подготовку специалистов в рамках трехуровневой системы: бакалавр (4-х летний цикл обучения), дипломированный специалист (5 лет), магистр физики со специализацией в области астрономии (6 лет обучения) и магистр техники и технологий со специализацией в области создания и применения информационных систем в геодезии и картографии (6 лет обучения). При кафедре есть аспирантура и докторантура.
Научная работа на кафедре проводится в рамках госбюджетной тематики, грантов Российского фонда фундаментальных исследований, Министерства науки и образования и хоздоговоров. Исследования проводятся коллективом преподавателей кафедры и ее базового отдела небесной механики и астрометрии НИИ ПММ ТГУ при активном участии докторантов, аспирантов и студентов старших курсов.
Следует отметить, что большинство студентов кафедры, начиная с 3-го курса, занимаются научной работой под руководством ведущих специалистов кафедры, НИИ прикладной математики и механики ТГУ и других институтов Томска. К окончанию вуза большинство студентов являются соавторами публикаций в научных журналах и докладов на Российских конференциях. Выпускники кафедры успешно работают научными сотрудниками в академических, вузовских и отраслевых научно-исследовательских институтах, преподавателями вузов, а также инженерами в государственных и частных предприятиях геодезического профиля.